# Episodi di The Life and Times of Juniper Lee (prima stagione)
Messa in onda:
- -  Stati Uniti: 2005 su Cartoon Network
  -  Italia: 2005 su Cartoon Network

| nº | Titolo originale                                     | Titolo italiano                      | Prima TV USA   | Prima TV Italia  |
| -- | ---------------------------------------------------- | ------------------------------------ | -------------- | ---------------- |
| 1  | It's Your Party and I'll Whine if I Want To          | Tutta colpa di un criceto gigante    | 30 maggio 2005 | 3 ottobre 2005   |
| 2  | I've Got My Mind on My Mummy and My Mummy on My Mind | Oh mamma, si è risvegliata la mummia | 6 giugno 2005  | 10 ottobre 2005  |
| 3  | It Takes a Pillage                                   | Il medaglione di Takari              | 12 giugno 2005 | 15 ottobre 2005  |
| 4  | New Trickster in Town                                | Il ritorno di Loki                   | 19 giugno 2005 | 22 ottobre 2005  |
| 5  | Not in My Backyard                                   | Il Batoot                            | 26 giugno 2005 | 29 ottobre 2005  |
| 6  | Enter Sandman                                        | Piccoli, nevrotici, arrabbiati       | 3 luglio 2005  | 4 ottobre 2005   |
| 7  | Ding Dong the Witch Ain't Dead                       | Il ritorno di Zia Roon               | 10 luglio 2005 | 9 ottobre 2005   |
| 8  | I'll Get By with a Little Help from My Elf           | Aiuto, ho un aiutante elfo           | 17 luglio 2005 | 16 ottobre 2005  |
| 9  | The World According to L.A.R.P.                      | Il mondo di L.A.R.P.                 | 24 luglio 2005 | 23 ottobre 2005  |
| 10 | Magic Takes a Holiday                                | La magia va in vacanza               | 31 luglio 2005 | 30 ottobre 2005  |
| 11 | Take My Life, Please                                 | Un ospite invadente                  | 7 agosto 2005  | 6 novembre 2005  |
| 12 | Meet the Parent                                      | È arrivato papà                      | 14 agosto 2005 | 13 novembre 2005 |
| 13 | Monster Con                                          | Il convegno dei mostri               | 21 agosto 2005 | 20 novembre 2005 |